# 洛氏高鱂
洛氏高鱂，為輻鰭魚綱鯉齒目鰕鱂亞目鰕鱂科的其中一種，為熱帶淡水魚，分布於南美洲巴西聖弗朗西斯科河流域，體長可達4.6公分，棲息在底中層水域，生活習性不明。

## 擴展閱讀
維基物種上的相關：洛氏高鱂